# Atadura espacial

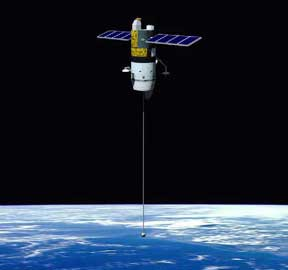
Concepción artística de un satélite artificial con una correa

Las ataduras espaciales o amarres espaciales, (en inglés: space tether) son cables largos que se pueden utilizar para la propulsión, el intercambio de momento, la estabilización y el control de actitud, o para mantener las posiciones relativas de los componentes de un gran sistema de sensores dispersos de satélites artificiales/vehículos espaciales. Dependiendo de los objetivos de la misión y la altitud, se teoriza que los vuelos espaciales que usan esta forma de propulsión de naves espaciales son significativamente menos costosos que los vuelos espaciales que usan motores de cohetes.

## Técnicas principales
Los satélites atados pueden usarse para varios propósitos, incluida la investigación sobre la propulsión mediante atadura espacial, la estabilización de las mareas y la dinámica del plasma orbital. Se están desarrollando cinco técnicas principales para emplear ataduras espaciales:

### Ataduras electrodinámicas
Las ataduras electrodinámicas se utilizan principalmente para la propulsión. Estos son cables conductores que transportan una corriente que puede generar empuje o arrastre a partir de un campo magnético planetario, de la misma manera que lo hace un motor eléctrico.

### Ataduras de intercambio de impulso
Estos pueden ser amarres giratorios o no giratorios, que capturan una nave espacial que llega y luego la liberan en un momento posterior en una órbita diferente con una velocidad diferente. Las correas de intercambio de impulso se pueden utilizar para maniobras orbitales o como parte de un sistema de transporte espacial planetario de superficie a órbita/órbita a velocidad de escape.

### Vuelo en formación atada
Por lo general, se trata de una atadura no conductora que mantiene con precisión una distancia establecida entre varios vehículos espaciales que vuelan en formación.

### Vela eléctrica
Una forma de vela de viento solar con ataduras cargadas eléctricamente que serán empujadas por el impulso de los iones de viento solar.

### Sistema de soporte orbital universal
Un concepto para suspender un objeto de una correa que orbita en el espacio.
Se han propuesto muchos usos para las ataduras espaciales, incluido el despliegue como ascensores espaciales, como ganchos aéreos y para realizar transferencias orbitales sin propulsores.

### Texto
- Una atadura en el espacio Observatorio.info
- #25c. Experimento de la Correa Espacial NASA
- ProSEDS, un experimento de propulsión basado en ataduras (en inglés)
- Grupo de Proyectos Especiales (en inglés)
- Descripción general de la correa de la NASA (en inglés)
- Tethers Unlimited Incorporado (en inglés)
- "Tethers In Space Handbook" ML Cosmo y EC Lorenzini tercera edición Diciembre de 1997 Archivado el 6 de octubre de 2007 en Wayback Machine. (en inglés)
- Informe IAC de la NASA sobre sistemas orbitales (en inglés)
- SpaceTethers.com, subprograma del simulador de ataduras espaciales (en inglés)
- Radio pública nacional de EE. UU. - Ataduras espaciales: ¿objetos arrojadizos en órbita? (en inglés)
- ESA - El proyecto YES2 (en inglés)
- ESA - Los estudiantes prueban el 'servicio postal espacial' durante la misión Foton (en inglés)
- The Space Show #531 Robert P. Hoyt habla sobre las ataduras espaciales en el the Space Show (en inglés)
- Sitio de la NASA en TSS-1R (en inglés)
- Origami de amarre de la NASA (en inglés)
- Nuevo artículo científico (en inglés)
- Experimento de supervivencia y física de ataduras Archivado el 18 de julio de 2011 en Wayback Machine. (en inglés)
- Tethers Unlimited • Publicaciones Archivado el 10 de noviembre de 2006 en Wayback Machine. (en inglés)
- Manual de Tethers en el espacio (PDF) (en inglés)
- Tethers in Space , una demostración en órbita de propulsión sin propulsor ISBN 978-90-8891-282-5 (en inglés)

### Vídeo
- Animación de video que explica cómo podría funcionar una correa (en inglés)

- Datos: Q503520
- Multimedia: Space tethers / Q503520